# Puente Gdański
El puente Gdański (en polaco: Most Gdański) es un puente de acero de seis partes de 406,5 m de largo y 17 m de ancho, que pasa a través del Vístula en Varsovia, Polonia. Fue inaugurado el 31 de julio de 1959, después de que la construcción llevase unos tres años. Tiene dos elevaciones. La parte superior sirve de transporte por carretera, con cuatro carriles y una acera. La parte inferior sirve de transporte de tranvía con dos pistas, y también cuenta con una acera y carril para bicicletas.
Entre 1997 y 1998 el puente se sometió a un proceso de reconstrucción. Fue pintado de verde y la parte inferior se equipó con bombillas de color para la iluminación nocturna.